# Мокшень кой
Мокшень кой — неоязичницький культ, реконструкція традиційних, прадавніх вірувань мокшан — фіно-угорського народу на сході Європи, який населяє республіку Мордовію. Також багато впливу на мокшень кой здійснили спочатку маздаїзм та, згодом, народне християнство.

## Феномен
Основа — протофінська дохристиянська релігія Поволжя, яка з 9 століття зазнавала перехресних впливів юдаїзму, християнства та ісламу. Попри близькість до ерзянської традиційної релігії, вирізняється практиками, які зближують мокшанську релігію з хазарською версією юдаїзму, хоча уявлення про монотеїзм прийшло досить пізно.

### Традиційні боги
Головним Богом в Мокшень кой є Шкай — Верховний Бог (ідентичний ерзянському), який живе на небі і очолює всіх богів. З інших богів, богинь і духів цієї релігії відомі:
- Кардазава — Богиня — берегиня двору.
- Кардазонь Кірді — Бог — хранитель двору.
- Юрхтава — Богиня роду, клану і домашнього вогнища.
- Якшамава — Богиня холоду.
- Якшаматя — Бог холоду.
- Вазава — Божество — хранитель двору.
- Вармава — Богиня вітру і дощу.
- Вармань Кірді — Бог вітру.
- Вирява — Богиня — берегиня лісу.
- Виряла — Бог — хранитель лісу.
- Ведява — Богиня води.
- Ведяла — Бог води.
- Тумашкай — Бог дубів.
- Атямшкай — Бог грому.
- Толава — Богиня вогню.
- Кудава — Божество будинку.
- Ковава — Богиня місяця.
- Вармава — Богиня вітру. Мокшани одночасно бояться і шанують цю Богиню. Вони її просять дати їм дощу. Під час пожежі люди кидають у вогонь яйця та яблука, щоб умилостивити Вармаву, і просять: Вармаво, збережи нас, не покидай нас у вогні.

### Жертвопринесення
В жертву богам приносять м'ясо жертовних тварин. Тварину ріжуть у дворі. Насамперед для жертвопринесення брали священний ніж иняру пеель, зроблений з каменю. Використовувати його за іншим призначенням або діставати у звичайний день вважалося гріхом. Під час загального моління цей ніж носить за своїм розшитим поясом инятя, під час домашнього — голова роду.

### Образ Тюштя
Тюштєнь (мокш. Тюштень) у мокши — це образ священного царя на світовій горі. Він мешкає у срібних палатах на вершині гори, що на схід сонця, і носить золотий одяг. Його називають оцязор (мокш.: оцю — великий, азор — хазяїн) або каназор (від тюркського хан). Тюштєнь керує зборами народу, будує міста. За мордовськими повір'ями, Тюштень або Тюштя (Тюштян) може наслати неврожай і стихійне лихо, а коли він знову виступить проти своїх ворогів, почнеться остання війна, яка погубить світ.

## Свята
У дохристиянські часи підготовкою та проведенням свята (ила) керував жрець (озатя), який обирався зі старійшин не молодше 70 років. Йому призначалися 12 помічників (лездыхть), які обиралися з найдостойніших і шанованих чоловіків громади. На великі свята завжди запалювалася священна свічка або Салтан штатол («Свічка Золтана»), що робилася з воску до 2 метрів заввишки й понад пів метра у діаметрі. Вважалося, що в основі неї свічка, яка одного разу впала з неба і була запалена самим Богом Шкабавазом.
Оцю сьора — свято для порятунку домашніх тварин від мору. Для того, щоб їх зберегти, мокшани обкопують місце святкування сохою.
Акша келу — (дивним чином) збігається з Днем Святої Трійці, коли відбувається змагання з боротьби на поясах.

## Літературна спадщина
Деякі оповідання та казки, розказані Пушкіну його нянею Аріною Родіонівною, імовірно, походили корінням зі згаданої язичницької релігії, «Відповідно до традиційної релігії мокшан, званої мокшень кой, в давнину померлих ховали в лубі (кер), в яку завертали тіло і підвішували на дереві, таке поховання називалося Урля або уркспря. Пізніше стали ховати на лісовому цвинтарі (калмакужа)». Звідти у творчість Пушкіна потрапила і труна на ланцюгах, і «кіт учений» — хранитель лісових кладовищ-калмакуж, провідник в царство мертвих.